# Кобылья Голова (скалы)
Кобылья Голова — глыбовые скалы на Урале, в Невьянском районе Свердловской области России. Расположены к северо-западу от Екатеринбурга, возле посёлка Аять на горе Кобылья Голова.

## Описание
Скальная гряда вытянута на несколько сотен метров на западном склоне одноимённой горы. По западному склону горы протекает речка Кырман (во время засухи она пересыхает), и скалы буквально нависают над её берегом. Среди скальных образований выделяют две большие скалы: Кобылья Голова (выступ скалы, напоминающий лошадиную голову) и Каменный Цветок (глыбовая скала, напоминающая цветок). Также на скалах встречаются и каменные чаши, похожие на чаши Аракульских Шиханов или Аятских каменных палаток. Существует две основные версии происхождения каменных чаш: по одной из версии это жертвенные чаши искусственного происхождения, в которых первобытные люди приносили жертвы своим богам; другая версия основывается на образовании чаш на месте плавильных печей. Возле скальной гряды есть недостроенная изба-полуземлянка.
Неподалёку от скал расположена гора Кырман с Кырманскими скалами на ней.